# Sarrant
Sarrant település Franciaországban, Gers megyében. Lakosainak száma 361 fő (2022. január 1.). Sarrant Maubec, Brignemont, Labrihe, Sainte-Anne, Saint-Georges és Solomiac községekkel határos.

## Népesség
A település népessége az elmúlt években az alábbi módon változott:
| Lakosok száma | 357  | 312  | 319  | 340  | 395  | 377  | 368  | 361  | 361  | 361  |
|               | 1968 | 1982 | 1990 | 2006 | 2013 | 2015 | 2017 | 2019 | 2020 | 2022 |